# Dizzy Gillespie
John Birks Gillespie, detto Dizzy (Cheraw, 21 ottobre 1917 – Englewood, 6 gennaio 1993), è stato un trombettista, pianista e compositore statunitense.
Jazzista, fu anche cantante, percussionista e bandleader. Con Charlie Parker fu, negli anni quaranta, uno degli inventori e delle figure chiave del bebop e del jazz moderno.

## Biografia

### Gli inizi
John Birks Gillespie era il più giovane di nove figli e cominciò a suonare la tromba all'età di 12 anni, per gioco e da autodidatta. Il padre, che picchiava regolarmente i suoi bambini, morì quando Gillespie aveva dieci anni.
Nonostante fosse molto povero, riuscì ad ottenere una borsa di studio all'istituto di Laurinburg, nella Carolina del Nord. Tuttavia, lasciò la scuola nel 1935 e si trasferì a Filadelfia alla ricerca di lavoro come musicista a tempo pieno. Inizialmente si unì a Frankie Fairfax ed effettuò la sua prima registrazione nella band di Teddy Hill nella quale sostituì Roy Eldridge.
Alla fine degli anni trenta si mise in luce nelle orchestre di Teddy Hill, Lucky Millinder, Cab Calloway, Jimmy Dorsey e Lionel Hampton come uno dei migliori epigoni di Roy Eldridge. In quegli anni incontrò tra gli altri Coleman Hawkins, Mario Bauza, Milt Hinton, che lo indirizzarono verso uno stile più moderno.

### La nascita del Bebop
(Miles Davis, Autobiografia)

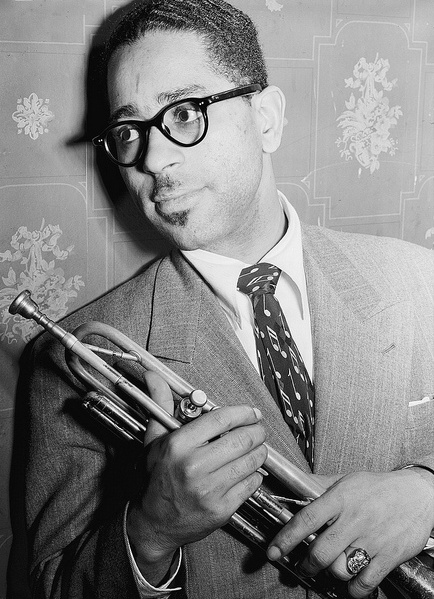
Dizzy Gillespie (1946)

Nei primi anni quaranta Gillespie iniziò a frequentare il Minton's Playhouse, un locale notturno di New York dove insieme iniziava a muovere i primi passi il nuovo jazz. Con il bassista Oscar Pettiford e il batterista Kenny Clarke fondò un gruppo divenuto poi leggendario e che fu considerato la prima formazione bop della storia.
Le jam sessions notturne del Minton's furono la prima importante palestra per alcuni dei grandi nomi del jazz moderno:
Thelonious Monk, Bud Powell, Max Roach, ma anche Charlie Christian, iniziarono suonando al Minton's e lì inventarono quello che poi sarebbe stato chiamato bebop.
Importante per la carriera di Gillespie fu l'ingresso, nel 1943, nell'orchestra di Earl Hines dove, insieme a Charlie Parker e ad altri giovani neoboppers, venne indirizzato da Billy Eckstine, cantante e grande star della band, cui si deve pure l'arrivo di Sarah Vaughan, che Mr. B. scopre a una rassegna di dilettanti all'Apollo di New York. Non durò molto il rapporto con Fatha Hines: andatosene Eckstine, dopo poco lasciarono pure Dizzy, Parker e gli altri, compresa la Vaughan. Nel 1944, tutti costoro e Gillespie furono ingaggiati nella nuovissima orchestra di Eckstine: Dizzy avrebbe ricoperto pure il ruolo di direttore musicale.
È grazie a questa band ed ai tre anni di tour per l'America che il bebop si fece conoscere e smise di essere l'urlo claustrofobico dei locali newyorkesi.

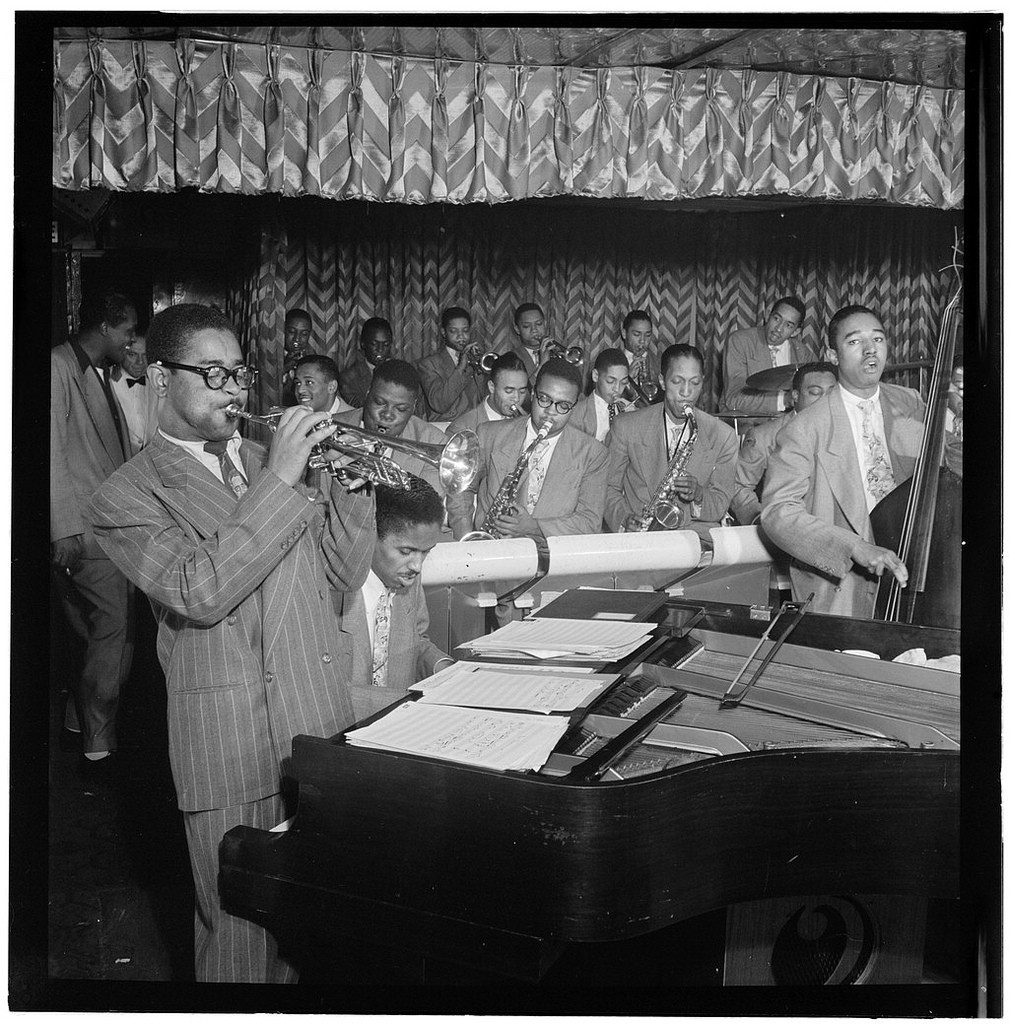
Gillespie (a sinistra) negli anni quaranta

Fu nelle piccole formazioni di Gillespie con Charlie Parker, Max Roach, Bud Powell e Oscar Pettiford che al Minton's il bebop trovò la sua conformazione definitiva e più tipica.  Composizioni di Gillespie come Groovin' High, Woody n' You, Anthropology, Salt Peanuts e la celeberrima A Night in Tunisia erano per l'epoca rivoluzionarie rispetto all'imperante swing, da cui differivano soprattutto per l'armonia, la melodia, e il trattamento ritmico. Anche il suono tendeva a differenziarsi, soprattutto per l'assenza di vibrato e per gli arrangiamenti, più semplici e lineari. Il bebop era anche uno stile di vita rivoluzionario e un nuovo modo di porsi per gli afro-americani. I musicisti neri si stavano riappropriando della "loro" musica, il jazz, un tempo vituperato e poi addolcito dallo swing delle orchestre ballabili bianche. Spesso il nuovo linguaggio non era capito o addirittura apertamente osteggiato e non sempre fu facile per i musicisti che si erano fatti le ossa al Minton's trovare ingaggi. Il bebop durò poco: nel 1949 quasi tutti i protagonisti della rivoluzione musicale iniziata da Gillespie e soci si stavano dedicando a cose diverse.
Lasciato Charlie Parker (che chiamò a suonare Miles Davis al suo posto) nel 1947 Gillespie formò un quintetto con il pianista John Lewis e con Milt Jackson, Kenny Clarke e Ray Brown, in pratica la futura formazione del Modern Jazz Quartet.
Il canto del cigno del vero bebop è testimoniato dalla registrazione del concerto tenuto il 15 maggio del 1953 alla Massey Hall di Toronto, con Charlie Mingus, Charlie Parker, Max Roach e Bud Powell, in uno dei più famosi dischi della storia del jazz. Gli subentrò l'hard bop della stella nascente – ma che sarebbe presto tragicamente tramontata – Clifford Brown.

### La musica afro-cubana
Già dal 1945 Gillespie, iniziatore del minimalista bebop, per suonare il quale era preferibile organizzarsi in piccoli gruppi, dimostrò la sua preferenza per le grandi formazioni, nelle quali poteva esprimersi come leader, come solista e nello stesso tempo come istrionico intrattenitore. Negli anni molte furono le "Dizzy Gillespie Big Bands", che si esibirono spesso anche in Europa, ma che finirono sempre per sciogliersi perché troppo onerose.
Verso la fine degli anni quaranta Dizzy Gillespie cominciò a interessarsi alla musica caraibica e sudamericana. Fu uno dei primi tentativi riusciti di fusion tra generi diversi: i ritmi afro-cubani inseriti nel contesto di una jazz band. Composizioni importanti dell'epoca furono Manteca e Tin Tin Deo. La passione di Gillespie per i ritmi latini continuò per anni. Nel 1977 scoprì a Cuba il trombettista Arturo Sandoval, durante un giro alla ricerca della buona musica.
Nel 1956 fu a capo della prima tournée degli ambasciatori del jazz, promossa dal Dipartimento di Stato e della durata di dieci settimane. Con Quincy Jones come direttore musicale, il gruppo si esibì in Europa, Asia e America del Sud, passando per Paesi come Iran, Pakistan, Libano, Turchia, Jugoslavia, Grecia e Argentina.

### Gli ultimi anni

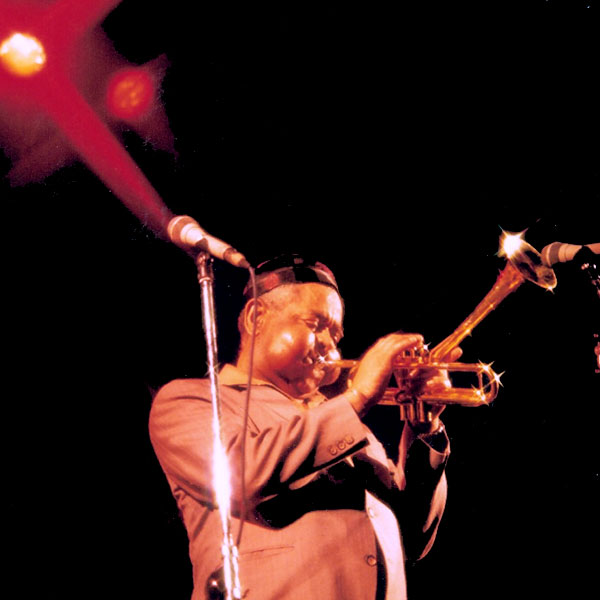
Dizzy Gillespie in concerto nel 1988

A differenza di Miles Davis, Dizzy Gillespie rimase comunque sempre fedele al bebop nonostante la sua preferenza per le big band e l'amore per la salsa e per i ritmi caraibici.
Negli anni cinquanta iniziò ad adoperare la sua caratteristica tromba con la campana piegata verso l'alto e divenne riconoscibilissimo per l'estensione del rigonfiamento delle sue guance mentre soffiava potenti riff nel bocchino.
Gillespie pubblicò la sua autobiografia, To Be or Not To Bop nel 1979, che fu tradotta in italiano da Lilian Terry. La stesura dell'autobiografia fu l'occasione per chiarire molti aspetti controversi della sua lunga carriera – non ultimi la spiegazione dell'origine di due degli aspetti più caratteristici della sua presenza scenica.
Il primo, la sua famosa tromba con la campana rivolta in alto, deve la sua origine a un incidente di scena. Una sera, durante uno spettacolo, lo strumento fu fatto cadere dal duo comico Stump and Stumpy che si esibiva prima di Dizzy. Il suono risultante e la forma non gli dispiacquero: la campana rivolta in alto gli permetteva di leggere gli spartiti senza dover abbassare la testa, e inoltre riusciva a sentirsi meglio perché il suono veniva riflesso dal basso soffitto dei locali dove si esibiva. Decise quindi di farsi fare una tromba di quella forma, con la campana piegata a quarantacinque gradi verso l'alto (quella originale si era danneggiata nell'incidente).
Un'altra inconfondibile caratteristica dell'aspetto fisico di Gillespie era l'enorme gonfiore assunto dalle guance quando suonava (l'impostazione trombettistica classica richiede che le guance vengano gonfiate pochissimo o per nulla). Gillespie attribuiva questo fatto, che si manifestò solo in età matura, a fattori fisiologici al di fuori del suo controllo, e diceva che un medico ipotizzò che si trattasse di una sindrome sconosciuta.
Il 21 settembre 1963, Dizzy Gillespie sul palco del Monterey Jazz Festival comunicò al mondo la sua intenzione di candidarsi alle elezioni presidenziali statunitensi.

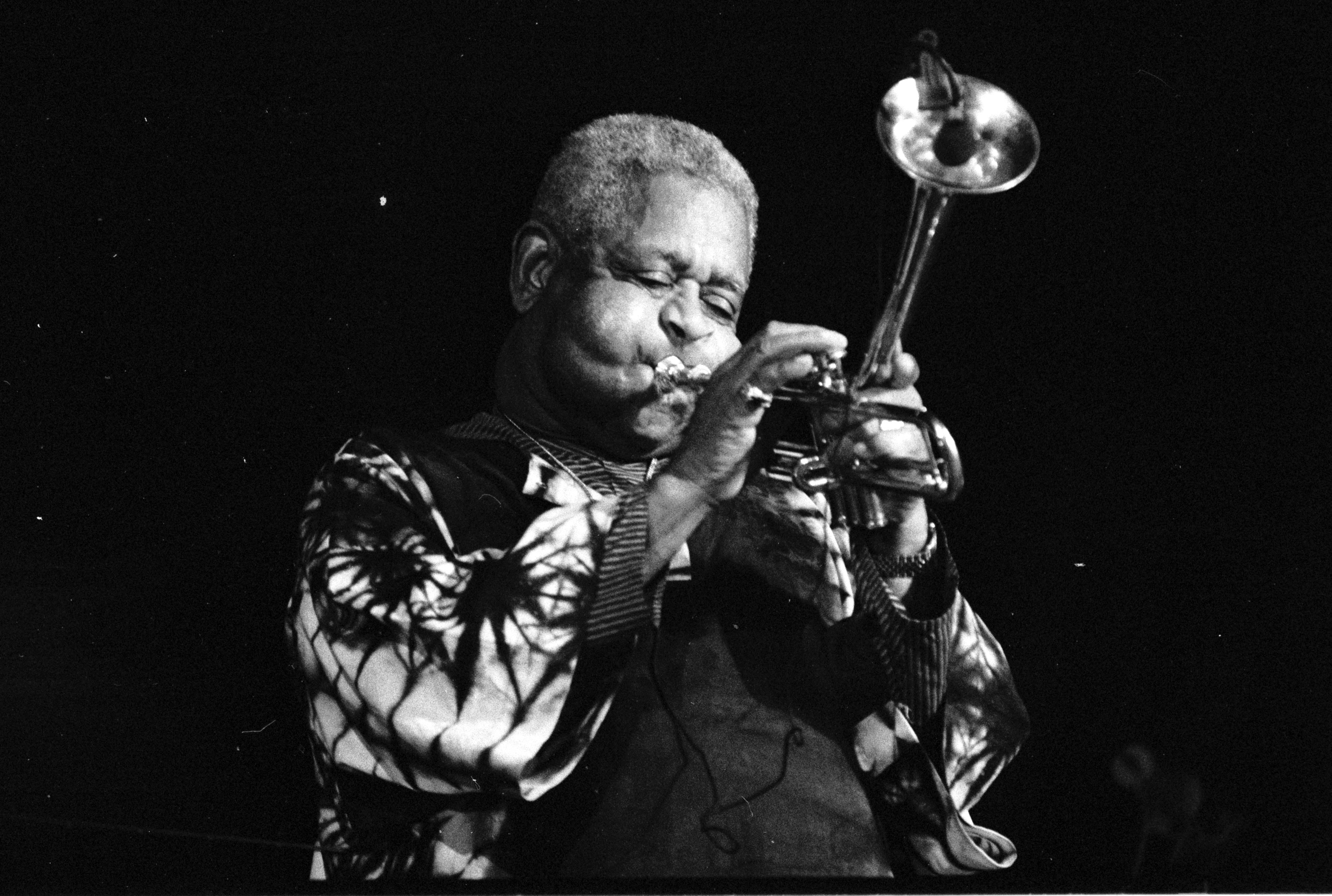
Dizzy Gillespie (1991)

Durante gli anni settanta Dizzy Gillespie si rese protagonista di un'azione altamente benefica nei confronti di un suo collega, il trombettista Chet Baker. Quest'ultimo, a seguito della sua vita parecchio tempestosa, a causa dell'ennesimo mancato pagamento nei confronti di alcuni suoi creditori, fu pestato a sangue da quest'ultimi che infierirono sul volto di Chet fino a compromettergli la possibilità di continuare ad esercitare il suo mestiere di trombettista tant'è che per diverso tempo fu costretto all'inattività. Dizzy, nell'assoluto anonimato, pagò di sua tasca l'intervento chirurgico che ricompose la dentatura di Chet consentendogli di tornare a suonare. Sembra che Chet Baker, indagando sul suo segreto benefattore, saputo alfine che rispondeva al nome di Dizzy Gillespie, sostò nel suo pianerottolo dormendo tre notti all'addiaccio, senza profferire parola, rendendo grazie in questo modo a colui che gli aveva ridonato la vita musicale.
Negli anni ottanta guidò la United Nations Orchestra e apparve come ospite in alcune sit-com televisive. Nel 1986 suonò nell'album Effetti Personali di Sergio Caputo.
Negli ultimi anni Gillespie rallentò molto la sua attività. Si dedicò prevalentemente all'insegnamento e fu spesso ospite in Italia a Bassano del Grappa, dove gli venne conferita la cittadinanza onoraria e dove fondò la locale Scuola popolare di musica, in seguito intitolata a lui. Continuò comunque a esibirsi con i suoi protetti come Arturo Sandoval e Jon Faddis. Il suo atteggiamento comico e allegro divenne una caratteristica distintiva delle sue esibizioni durante le quali comunque non si risparmiava suonando la tromba con il suo dispendiosissimo stile. Ha lavorato anche con Ray Charles, Aretha Franklin e Chaka Khan.
Gillespie fu uno dei più noti aderenti alla fede Bahá'í. In suo onore ogni settimana si svolge una esibizione di jazz presso il Bahá'í Center di New York.
"Le Scritture mi hanno fatto comprendere sotto una nuova luce il piano di Dio per la nostra epoca, la verità dell'unità di Dio, la verità dell'unità dei profeti, la verità dell'unità del genere umano. Ecco, è questo che ho imparato: Esiste un parallelo tra il jazz e la religione. Nel jazz, arriva un musicista e diffonde il suo messaggio fino a un certo punto, poi ne arriva un altro e riprende quel messaggio portandolo oltre. Nella religione, o meglio nel mondo dello spirito, Dio sceglie alcuni individui per guidare il genere umano fino a un certo grado di progresso spirituale,. Poi arrivano altre guide, anche loro portatrici dello Spirito Santo, ma sono tutte un'unica entità. Ciò significa che l'ebraismo, il cristianesimo, l'islam, il buddismo, tutte le principali religioni sono un'unica cosa. Le leggi spirituali rimangono sempre le stesse e sono sempre valide. Non cambiano mai, le leggi di Mosè, Abramo, Buddha, Krishna, Zarathustra, Gesù, Maometto: tutti questi profeti parlano la stessa lingua. Quello che cambia è l'ordine sociale che si accompagna alle epoche in cui compaiono i diversi profeti e che soltanto loro possono stabilire".

### Morte
Gillespie morì di cancro al pancreas nel 1993 a 75 anni; è sepolto nel Flushing Cemetery, nel Queens, a New York. Alla sua memoria è stata dedicata una stella nella Hollywood Walk of Fame di Los Angeles, al 7057 di Hollywood Boulevard.

## Discografia
- 1937-49 - The Complete RCA Victor Recordings
- 1941 - The Immortal Charlie Christian (con Christian, Thelonious Monk, Delta Music re-released on Laserlight cassette)
- 1950 - Bird & Diz
- 1952 - Dee Gee Days - The Savoy Sessions
- 1953 - Jazz at Massey Hall
- 1954 - Afro
- 1955 - Diz and Getz (con Stan Getz, Oscar Peterson, Ray Brown, Max Roach, Herb Ellis)
- 1956 - Modern Jazz Sextet
- 1957 - Sittin' In (con Stan Getz, Coleman Hawkins)
- 1957 - Dizzy Gillespie at Newport
- 1957 - Sonny Side Up (con Sonny Rollins, Sonny Stitt)
- 1957 - Dizzy in Greece
- 1958 - Birks' Works (Dizzy Gillespie Big Band)
- 1959 - Have Trumpet, Will Excite!
- 1959 - The Ebullient Mr. Gillespie
- 1960 - A Portrait of Duke Ellington
- 1960/1961 - Gillespiana/Carnegie Hall Concert (Verve Records)
- 1961 - An Electrifying Evening with the Dizzy Gillespie Quintet
- 1961 - Perceptions (Verve Records) (scritto da J.J. Johnson, diretto da Gunther Schuller)
- 1962 - Dizzy on the French Riviera (Philips Records)
- 1963 - New Wave (Philips Records) (con Lalo Schifrin, Bola Sete)
- 1963 - Something Old, Something New
- 1963 - Dizzy Gillespie and the Double Six of Paris
- 1964 - Jambo Caribe (Limelight Records)
- 1965 - The New Continent (Limelight)
- 1964 - The Melody Lingers On (Limelight)
- 1967 - Swing Low, Sweet Cadillac (Impulse!)
- 1968 - Live at the Village Vanguard (prodotto da Sonny Lester
- 1968 - Reunion Big Band in Berlin (MPS Records)
- 1969 - Strictly Bebop (con Babs Gonzalez, Tadd Dameron, Sonny Rollins, Miles Davis, John Coltrane), rec. 1949 EMI Capitol
- 1969 - Real Thing (Perception Records)
- 1970 - Portrait of Jenny (Perception)
- 1971 - Giants (Perception, con Bobby Hackett)
- 1971 - Dizzy Gillespie and the Mitchell Ruff Duo in Concert (Mainstream Records)
- 1974 - Oscar Peterson and Dizzy Gillespie
- 1974 - Dizzy's Big 4 (with Joe Pass guitar, Ray Brown bass, Mickey Roker drums)
- 1975 -  Afro-Cuban Jazz Moods (con Machito, Chico O'Farrill, Mario Bauza)
- 1975 - Jazz Maturity...Where It's Coming From
- 1975 - Oscar Peterson and the Trumpet Kings - Jousts
- 1975 - The Trumpet Kings at Montreux '75
- 1976 -  Dizzy's Party
- 1977 -  The Gifted Ones (con Count Basie)
- 1977 -  Free Ride
- 1981 -  Digital at Montreux, 1980 (Toots Thielemans, Bernard Purdie)
- 1984 - Closer to the source
- 1985 -  New Faces  (con Robert Ameen, Branford Marsalis, Kenny Kirkland, Lonnie Plaxico, Charlie Christian)
- 1988 - Oop Pop a Da (con Moe Koffman)
- 1989 - Live at the Royal Festival Hall London July 10, 1989
- 1989 - The Symphony Sessions (con Ron Holloway, Ed Cherry, John Lee, Ignacio Berroa)
- 1990 - The Winter in Lisbon
- 1992 - To Diz with Love (Telarc) con Red Rodney